# 月と嘘と殺人
月と嘘と殺人は、2010年2月27日公開の日本映画。

## キャスト
- 相田省吾：八神蓮
- 奥寺耕介：滝口幸広
- 篠原ツカサ：真山明大
- 浜田太一郎：森陽太
- 青山博巳：池田竜治
- 篠原ミズキ：福永マリカ
- 竹内翔：浜尾京介
- 花島竜哉：佐藤永典
- 谷口和馬：高橋優太
- 島崎巡査長：田中要次
- 商店街の店主：でんでん
- 大城勇二：鳥羽潤
- 相田孝雄：鈴木省吾
- 近藤彰夫：田中隆三
- 竹内力也：青山勝
- ：森下能幸

## スタッフ
- 監督・脚本：高橋正弥
- 製作：三宅容介、伊藤明弘、嶋田豪、吉岡市雄
- エグゼクティブプロデューサー：男全修二
- プロデューサー：利光佐和子
- 制作担当：稲葉裕紀
- 助監督：成瀬朋一、田中祐巳子
- 撮影：袴田竜太郎
- 美術：龍田哲児
- 製作プロダクション：アイエス・フィールド
- 上映時間：82分

## 主題歌
- 「白い月」城南海